# الملاكمة في ألعاب البحر الأبيض المتوسط 2022
عُقدت منافسات الملاكمة في ألعاب البحر الأبيض المتوسط 2022 في وهران الجزائرية، في الفترة من 29 يونيو إلى 1 يوليو 2022.

## جدول الميداليات
*   البلد المضيف ( الجزائر)
| المرتبة | فريق         | ذهبية | فضية | برونزية | المجموع |
| ------- | ------------ | ----- | ---- | ------- | ------- |
| 1       | الجزائر*     | 5     | 5    | 3       | 13      |
| 2       | إيطاليا      | 3     | 3    | 4       | 10      |
| 3       | تركيا        | 3     | 1    | 3       | 7       |
| 4       | المغرب       | 1     | 2    | 4       | 7       |
| 5       | مصر          | 1     | 0    | 2       | 3       |
| 6       | صربيا        | 1     | 0    | 1       | 2       |
| 7       | سوريا        | 1     | 0    | 0       | 1       |
| 8       | فرنسا        | 0     | 2    | 5       | 7       |
| 9       | الجبل الأسود | 0     | 2    | 1       | 3       |
| 10      | إسبانيا      | 0     | 0    | 3       | 3       |
| 11      | تونس         | 0     | 0    | 2       | 2       |
| 12      | اليونان      | 0     | 0    | 1       | 1       |
| 12      | كوسوفو       | 0     | 0    | 1       | 1       |
| المجموع | المجموع      | 15    | 15   | 30      | 60      |

## الحاصلون على الميداليات

### رجال
| المنافسة                    | الذهبية                         | الفضية                         | البرونزية                      |
| --------------------------- | ------------------------------- | ------------------------------ | ------------------------------ |
| وزن الذبابة (52كغ)          | Federico Serra · إيطاليا        | Said Mortaji · المغرب          | Samet Gümüş · تركيا            |
| وزن الذبابة (52كغ)          | Federico Serra · إيطاليا        | Said Mortaji · المغرب          | Omer Ametović · صربيا          |
| وزن الريشة (57كغ)           | Batuhan Çiftçi · تركيا          | Oussama Mordjane · الجزائر     | بلال محمدي · تونس              |
| وزن الريشة (57كغ)           | Batuhan Çiftçi · تركيا          | Oussama Mordjane · الجزائر     | Abdellatif Zouhairi · المغرب   |
| الوزن الخفيف (60كغ)         | محمد حموت · المغرب              | Enzo Grau · فرنسا              | Abdelnacer Benlaribi · الجزائر |
| الوزن الخفيف (60كغ)         | محمد حموت · المغرب              | Enzo Grau · فرنسا              | Giuseppe Canonico · إيطاليا    |
| الوزن الخفيف الفائق (63كغ)  | Yahia Abdelli · الجزائر         | Gianluigi Malanga · إيطاليا    | Shpetim Bajoku · كوسوفو        |
| الوزن الخفيف الفائق (63كغ)  | Yahia Abdelli · الجزائر         | Gianluigi Malanga · إيطاليا    | عبد الحق ندير · المغرب         |
| الوزن المترهل (69كغ)        | Jugurtha Ait-Bekka · الجزائر    | Stefan Savković · الجبل الأسود | Hamza El Barbari · المغرب      |
| الوزن المترهل (69كغ)        | Jugurtha Ait-Bekka · الجزائر    | Stefan Savković · الجبل الأسود | Omar Elsayed · مصر             |
| الوزن المتوسط (75كغ)        | Ahmad Ghousoon · سوريا          | يونس نموشي · الجزائر           | Salvatore Cavallaro · إيطاليا  |
| الوزن المتوسط (75كغ)        | Ahmad Ghousoon · سوريا          | يونس نموشي · الجزائر           | Moreno Fendero · فرنسا         |
| الوزن الثقيل الخفيف (81كغ)  | Vladimir Mironchikov · صربيا    | محمد حومري · الجزائر           | Petar Marčić · الجبل الأسود    |
| الوزن الثقيل الخفيف (81كغ)  | Vladimir Mironchikov · صربيا    | محمد حومري · الجزائر           | Gazimagomed Jalidov · إسبانيا  |
| الوزن الثقيل (91كغ)         | Aziz Abbes Mouhiidine · إيطاليا | Moh Said Hamani · الجزائر      | Youcef Soheb Bouafia · فرنسا   |
| الوزن الثقيل (91كغ)         | Aziz Abbes Mouhiidine · إيطاليا | Moh Said Hamani · الجزائر      | Vagkan Nanitzanian · اليونان   |
| الوزن الثقيل الفائق (+91كغ) | يسري حافظ · مصر                 | Vincenzo Fiaschetti · إيطاليا  | شعيب بولودينات · الجزائر       |
| الوزن الثقيل الفائق (+91كغ) | يسري حافظ · مصر                 | Vincenzo Fiaschetti · إيطاليا  | Djamili Dine Aboudou · فرنسا   |

### سيدات
| المنافسة                                | الذهبية                         | الفضية                         | البرونزية                   |
| --------------------------------------- | ------------------------------- | ------------------------------ | --------------------------- |
| الوزن الأدنى (48 كغ)                    | رميسة بوعلام · الجزائر          | Ayşe Çağırır · تركيا           | Wafa Hafsi · تونس           |
| الوزن الأدنى (48 كغ)                    | رميسة بوعلام · الجزائر          | Ayşe Çağırır · تركيا           | Marta López · إسبانيا       |
| وزن الذبابة الخفيف (50 كغ)              | Giordana Sorrentino · إيطاليا   | Romane Moulai · فرنسا          | بوسة ناز جاكر أوغلو · تركيا |
| وزن الذبابة الخفيف (50 كغ)              | Giordana Sorrentino · إيطاليا   | Romane Moulai · فرنسا          | Laura Fuertes · إسبانيا     |
| وزن الديك (54 كغ)                       | Hatice Akbaş · تركيا            | Bojana Gojković · الجبل الأسود | Fatma Hadjala · الجزائر     |
| وزن الديك (54 كغ)                       | Hatice Akbaş · تركيا            | Bojana Gojković · الجبل الأسود | Yomna Ayyad · مصر           |
| الوزن الخفيف (60 كغ)                    | حجيلة خليف [الفرنسية] · الجزائر | Chaymae Rhaddi · المغرب        | Amina Zidani · فرنسا        |
| الوزن الخفيف (60 كغ)                    | حجيلة خليف [الفرنسية] · الجزائر | Chaymae Rhaddi · المغرب        | Rebecca Nicoli · إيطاليا    |
| وزن الويلتر الخفيف [الإنجليزية] (63 كغ) | إيمان خليف · الجزائر            | Assunta Canfora · إيطاليا      | Gizem Özer · تركيا          |
| وزن الويلتر الخفيف [الإنجليزية] (63 كغ) | إيمان خليف · الجزائر            | Assunta Canfora · إيطاليا      | Thaïs Larché · فرنسا        |
| وزن الويلتر (66 كغ)                     | بوسة ناز سورمنيلي · تركيا       | إشراق شايب · الجزائر           | أميمة بلحبيب · المغرب       |
| وزن الويلتر (66 كغ)                     | بوسة ناز سورمنيلي · تركيا       | إشراق شايب · الجزائر           | Melissa Gemini · إيطاليا    |

## روابط خارجية
- الموقع الرسمي